# Salem (Dakota du Sud)
Pour les articles homonymes, voir Salem.
La ville de Salem est le siège du comté de McCook, dans l’État du Dakota du Sud, aux États-Unis.
La municipalité s'étend sur 1,24 milles carrés (3,21 km2). Fondée vers 1880, la localité est nommée en référence de Salem dans le Massachusetts. Elle porte un temps le nom de Melas (« Salem » à l'envers) pour éviter toute confusion avec Salena (ville aujourd'hui disparue).

## Démographie
| 1890 | 1900 | 1910  | 1920  | 1930  | 1940  |
| ---- | ---- | ----- | ----- | ----- | ----- |
| 429  | 741  | 1 097 | 1 187 | 1 115 | 1 185 |

| 1950  | 1960  | 1970  | 1980  | 1990  | 2000  |
| ----- | ----- | ----- | ----- | ----- | ----- |
| 1 119 | 1 188 | 1 391 | 1 486 | 1 289 | 1 371 |

| 2010  | - | - | - | - | - |
| ----- | - | - | - | - | - |
| 1 347 | - | - | - | - | - |

Lors du recensement de 2010, sa population s’élevait à 1 347 habitants.